# فالنتين غونزاليس باوتيستا
فالنتين غونزاليس باوتيستا هو سياسي مكسيكي، ولد في 3 نوفمبر 1955 في San Juan Teposcolula ‏ في المكسيك. نشط حزبياً في حزب الثورة الديمقراطية. وقد انتخب عضو مجلس النواب المكسيك ‏.